# Resistenza romana
La Resistenza romana fu il movimento di liberazione che operò a Roma durante l'occupazione tedesca della città, durata dall'8 settembre 1943 (per la mancata difesa da parte dei vertici del Regio Esercito e dopo la battaglia di Porta San Paolo, del 10 settembre) al 4 giugno 1944, data della liberazione della città da parte degli Alleati.
La resistenza coinvolse sia militari, sia un gran numero di cittadini romani, i quali si opposero, in modo palese o nascosto (talora passivamente e senza l'uso delle armi, oppure auto-organizzandosi in formazioni paramilitari) alle forze tedesche e alle varie milizie fasciste.

## Storia

### La difesa di Roma

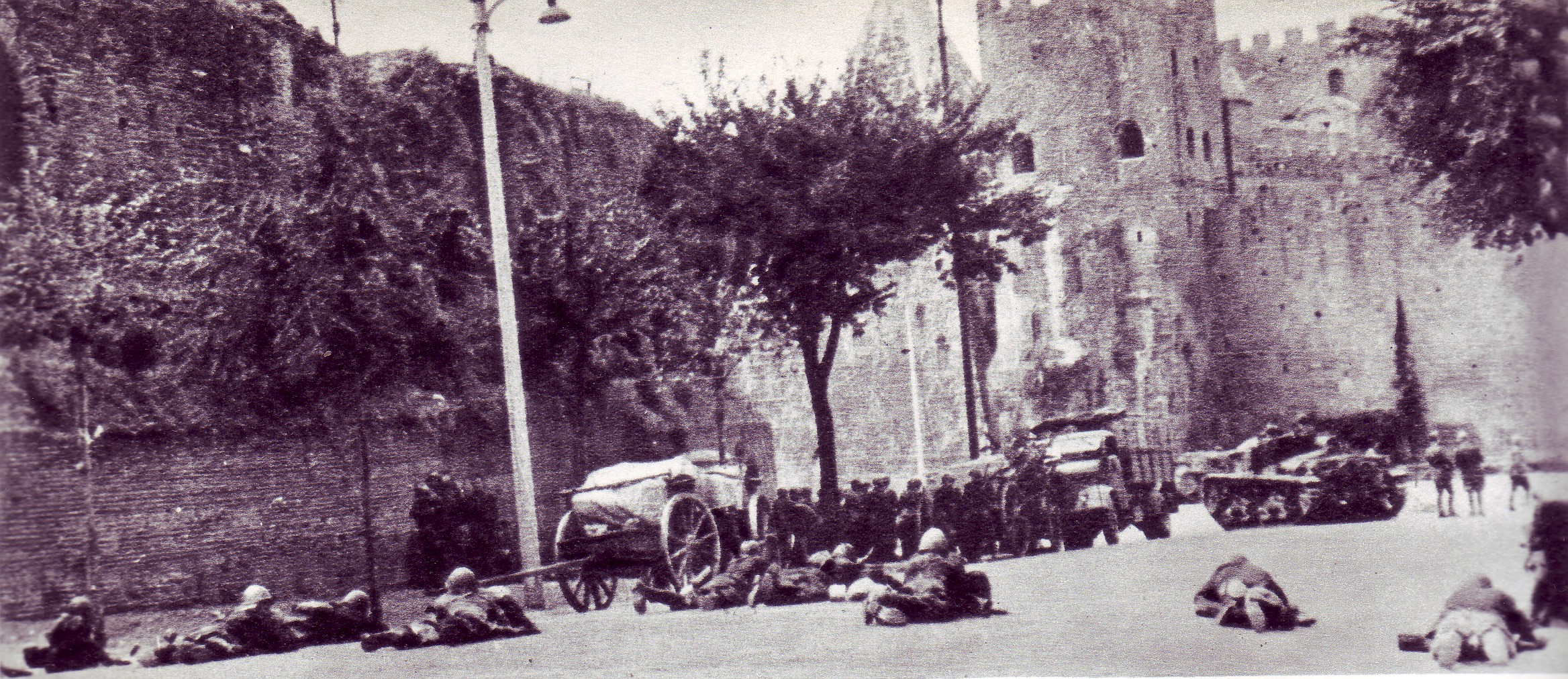
10 settembre 1943: soldati granatieri italiani del generale Gioacchino Solinas cercano di contrastare i tedeschi presso porta San Paolo

Dopo l'annuncio via radio dell'Armistizio di Cassibile (ore 19.45 dell'8 settembre 1943) e la fuga da Roma del re Vittorio Emanuele III, il territorio italiano venne occupato dalle truppe tedesche. Le truppe italiane della capitale dal 25 luglio 1943 erano state poste nel Corpo d'armata motocorazzato al comando del generale Giacomo Carboni.
Il controllo di Roma fu ottenuto con uno sforzo abbastanza limitato da parte dei tedeschi che, la sera dell'8 settembre erano già pronti ad attaccare, mentre le truppe italiane furono prese alla sprovvista. L'attacco tedesco si sviluppò partendo dal mare, sin dalla sera stessa, ad opera soprattutto della 2ª divisione paracadutisti, di stanza presso l'Aeroporto di Pratica di Mare e forte di circa 14.000 uomini. Solo nella mattina del 9 settembre i militari italiani della Divisione Piacenza, di stanza sui Castelli romani, ormai aggirata, s'impegnarono in un duro scontro tra Albano Laziale e Cecchina, ininfluente ai fini della difesa della Capitale.
Tuttavia, nonostante la mancanza di ordini precisi o addirittura intimanti di evitare scontri con le truppe tedesche, già nella sera dell'8 settembre, molti reparti dell'Esercito, dei Carabinieri ed alcuni della polizia, affiancati da alcune decine di cittadini volontari spontaneamente armati, tentarono invano di opporsi all'attacco delle truppe tedesche.

La Granatieri di Sardegna reagì con forza all’avanzata tedesca ed al tentativo di disarmo ed ingaggiò furiosi combattimenti: gli scontri più accesi si ebbero nella giornata del 9, intorno alla zona del Ponte della Magliana, dell'E42 (l'attuale quartiere EUR) e del forte Ostiense; ed il 10, tra Porta San Paolo e la Passeggiata Archeologica. Nonostante la resistenza dei Granatieri di Sardegna, spronati dal generale Gioacchino Solinas e coadiuvati da altri reparti, primi tra tutti i Lancieri di Montebello, paracadutisti del X reggimento Arditi e da alcuni gruppi di civili, i tedeschi continuarono ad avanzare. La battaglia di Porta San Paolo, dove si ebbero 597 caduti, di cui 414 militari e 183 civili, è il primo evento della Resistenza italiana.
Le divisioni italiane schierate a nord della città ricevettero ordini contraddittori e quando iniziarono a muoversi verso il teatro degli scontri principali era troppo tardi: nel pomeriggio del 10 settembre i paracadutisti tedeschi avevano già superato ogni difesa e raggiunto il centro della città, e alle 16,00 il comando italiano accettò la richiesta tedesca di cessare il fuoco e di trasformare Roma in una città aperta, presidiata solo da pochi soldati italiani.
Le truppe italiane però per due giorni tennero impegnate le efficienti 2ª Divisione Paracadutisti e 3ª Divisione Panzergrenadier, mentre il 9 gli alleati sbarcavano a Salerno.
Il Comando della "Città aperta di Roma" fu affidato quindi allo stesso generale Giorgio Carlo Calvi di Bergolo con parte della divisione Piave, con compiti di ordine pubblico.

### L'occupazione tedesca
L'11 settembre apparve sui muri di Roma il seguente editto di Albert Kesselring:
1. Il territorio dell'Italia a me sottoposto è dichiarato territorio di guerra. In esso sono valide le Leggi Tedesche di guerra.
2. Tutti i delitti commessi contro le Forze Armate Tedesche saranno giudicati secondo il diritto Tedesco di guerra.
3. Ogni sciopero è proibito e sarà giudicato secondo il Tribunale di guerra.
4. Gli organizzatori di scioperi, i sabotatori ed i franchi tiratori saranno giudicati e fucilati per giudizio sommario.
5. Sono deciso a mantenere la calma e la disciplina e a sostenere le Autorità italiane competenti con tutti mezzi, per assicurare alla popolazione il nutrimento.
6. Gli operai italiani, i quali si mettono volontariamente a disposizione dei servizi Tedeschi saranno trattati secondo i principi Tedeschi e pagati secondo le tariffe Tedesche.
7. I Ministeri Amministrativi e le Autorità Giudiziarie continuano a lavorare.
8. Saranno subito rimessi in funzione il servizio ferroviario, le comunicazioni e le poste.
9. È proibita fino a nuovo ordine la corrispondenza privata. Le conversazioni telefoniche, che dovranno essere limitate al minimo, saranno severamente sorvegliate.
10. Le Autorità e le organizzazioni civili italiane sono verso di me responsabili per il funzionamento dell'ordine pubblico. Esse compiranno il loro dovere solamente se impediranno ogni atto di sabotaggio e di resistenza passiva contro le misure Tedesche e se collaboreranno in modo esemplare con gli Uffici Tedeschi.
Roma 11 settembre 1943.
Firmato: Feldmaresciallo Kesselring[7].»

Osserva Claudio Fracassi che tale editto «fissava le nuove regole per la vita a Roma, tradendo esplicitamente l'accordo sulla "Città aperta" raggiunto appena un giorno prima con gli ex alleati italiani».
Qualche giorno dopo il primo atto della Repubblica Sociale Italiana (RSI) di Mussolini, proclamata il 23 settembre, fu di far disarmare le ultime truppe regie rimaste a Roma e il controllo tedesco divenne totale.
Il giornalista e scrittore Paolo Monelli ha tracciato il seguente quadro dell'occupazione nazista di Roma:
(Paolo Monelli)

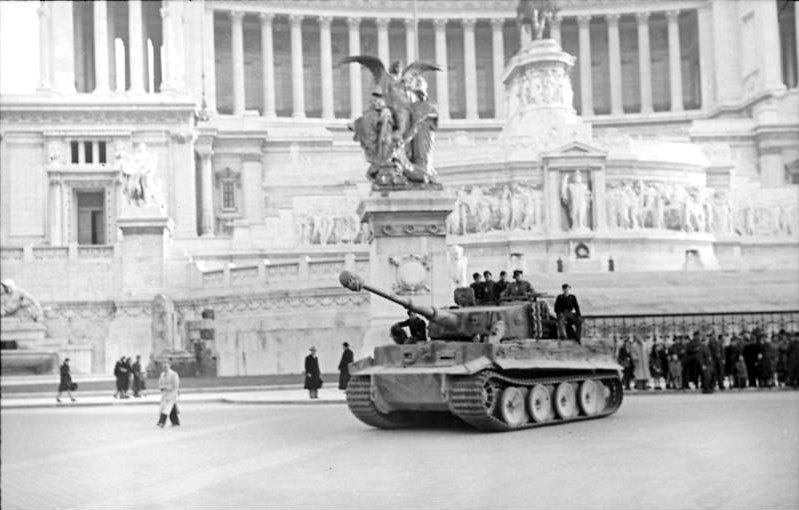
Carro armato tedesco Tiger I di fronte all'Altare della Patria a Roma, nel febbraio 1944

Il Fascio repubblicano costituito nella capitale rappresentò l'unico centro di raccolta dei pochi fascisti romani. Un segno di scollamento della città dal fascismo e dello strapotere tedesco è stato rilevato nel maggior tasso di renitenza alla leva registrato a Roma rispetto al resto della RSI. I tedeschi tentarono infatti a più riprese di sabotare ogni tentativo fascista di ricostituire forze armate autonome, preferendo gestire autonomamente le risorse umane italiane attraverso retate di uomini atti al lavoro da inviare a elevare fortificazioni sui fronti di Anzio e Cassino, in Germania o, nell'Organizzazione Todt, anche in Alta Italia.

La renitenza alla leva fu superiore del 15-20% alla media, mentre, secondo i dati dei Servizi segreti USA, solo il 2% dei cittadini romani si presentò spontaneamente alle chiamate al lavoro o alle armi imposte dai comandi del Reich.
I vertici militari e politici italiani furono in seguito incolpati di gravi negligenze ed omissioni nella mancata difesa di Roma.
Oltre alle deportazioni verso i lager nazisti, la città eterna - ancora ufficialmente "città aperta" - patì l'eccidio delle Fosse Ardeatine (335 uccisioni), il martirio dei 66 patrioti fucilati a Forte Bravetta ed altre violenze.

### La resistenza

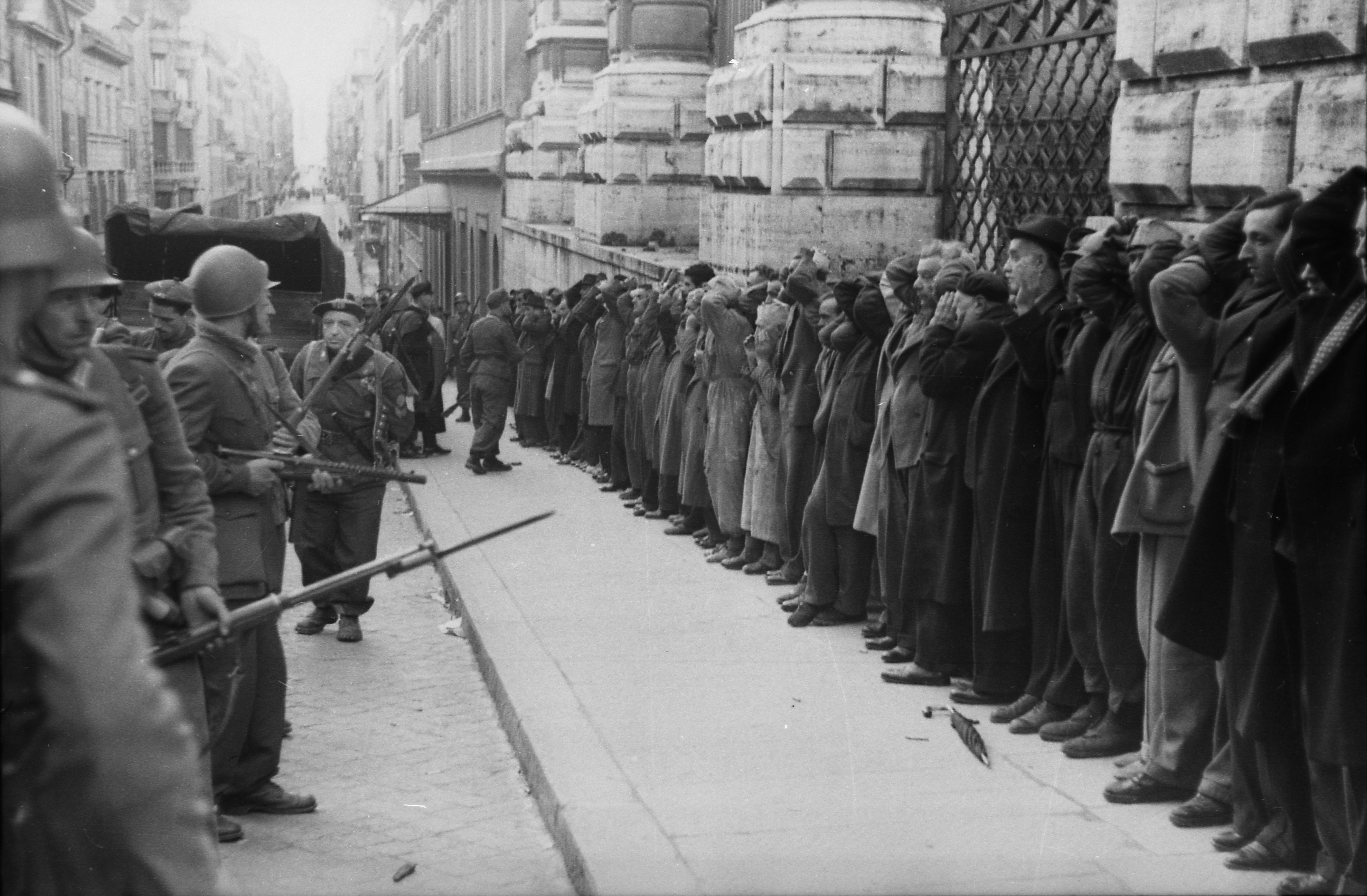
Uomini della R.S.I. prendono parte al rastrellamento di civili davanti a Palazzo Barberini, a seguito dell'attentato di via Rasella del 23 marzo 1944: alcuni dei fermati saranno poi trucidati alle Fosse Ardeatine

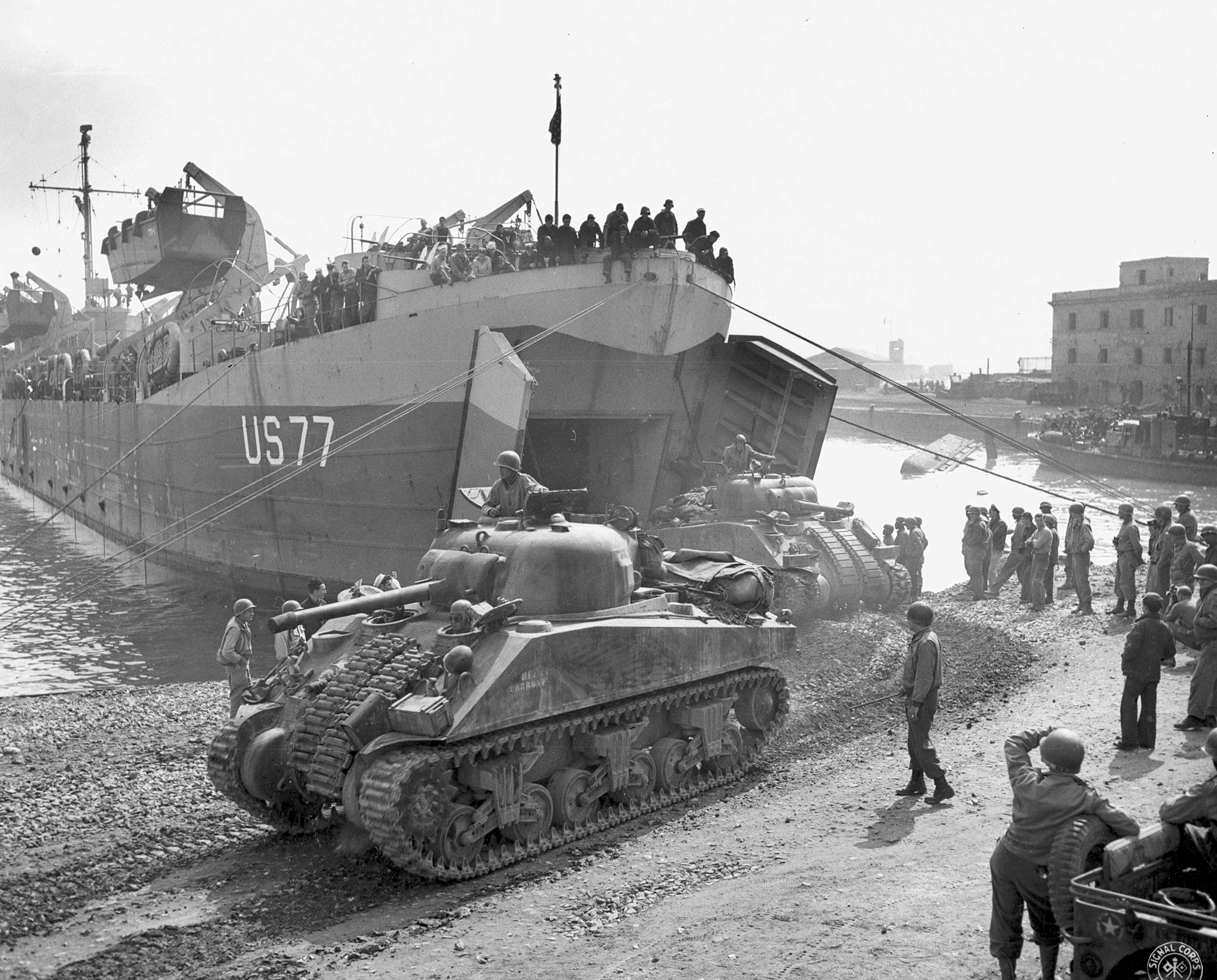
Truppe e mezzi statunitensi sbarcano nel settore di Anzio, durante il lungo periodo di stallo operativo sulla testa di ponte.

Il 9 settembre alle ore 16.30, a battaglia ancora in corso, sorse a Roma, in via Carlo Poma, il CLN - Comitato di Liberazione Nazionale, con la presenza di Pietro Nenni per il PSIUP, Giorgio Amendola per il PCI, Ugo La Malfa per il Partito d'Azione, Alcide De Gasperi per la Democrazia Cristiana, Meuccio Ruini per Democrazia del Lavoro e Alessandro Casati per i liberali.
La resistenza romana fu caratterizzata dalla varietà di riferimenti ideologici cui facevano capo i gruppi che la animarono: monarchici, azionisti, socialisti, comunisti, i militari del Fronte Militare Clandestino ed altre formazioni minori antifasciste che avevano come obiettivo soprattutto quello di essere riconosciuti come combattenti contro i tedeschi al momento dell'arrivo degli alleati a Roma, che si riteneva imminente soprattutto dopo lo sbarco di Anzio nel gennaio del 1944. Solo dopo la svolta di Salerno (aprile 1944) vi fu un'organizzazione vera e propria, tendente a fondare una disciplina condivisa dei partigiani che fino ad allora avevano operato isolatamente e talora in contrasto gli uni con gli altri. La città inoltre, grazie alle ambasciate ancora attive nello Stato del Vaticano, era un crocevia per tutte le principali organizzazioni di spionaggio dei belligeranti.
Sebbene il compito del CLN fosse quello di animare e coordinare la resistenza civile e militare, il suo contributo a Roma fu scarso ed episodico, cosicché l'iniziativa militare veniva presa dai singoli partiti e in particolare da quelli di sinistra, i quali – meglio organizzati e più forti – si muovevano in sostanziale autonomia, o dai gruppi che non facevano capo ai sei partiti del CLN. I motivi per i quali la Giunta militare del CLN non riuscì a produrre un'azione efficace furono principalmente due: in primo luogo, l'entità del contributo alle azioni militari fu estremamente diversa da partito a partito, così da rendere irrealistico attribuire il medesimo peso a ciascun partito in sede di deliberazione collegiale; in secondo luogo, vi era una fondamentale divergenza politica, in seno alla Giunta, sul tipo di azioni da compiere: comunisti, socialisti e azionisti erano infatti intenzionati ad effettuare veri e propri atti di guerra, inclusi gli attentati terroristici, contro i nazifascisti; per contro democristiani, liberali e demolaburisti (concordi, in questo, con il Vaticano) intendevano limitarsi ad atti di propaganda non armata e di sabotaggio. La Chiesa aveva una posizione molto sfavorevole alle azioni armate di resistenza, perché non le riteneva utili alla causa e anche perché temeva che tali azioni potessero da un lato avviare rappresaglie nei confronti della popolazione civile che aumentare l'influenza della componente di estrema sinistra.

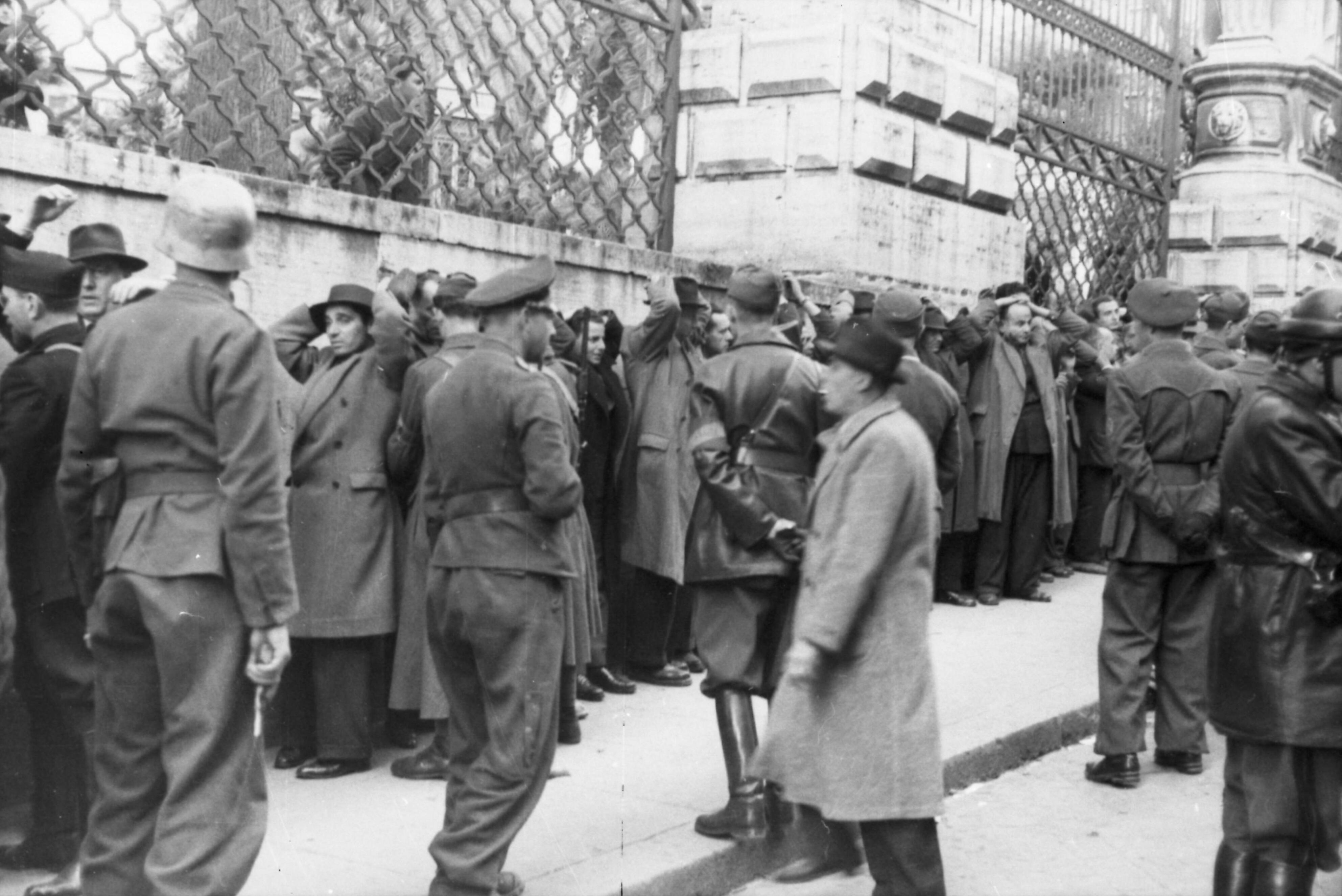
Una retata di civili da parte delle truppe tedesche durante l'occupazione di Roma, marzo 1944.

Tale disaccordo di fondo nel CLN (che nel 1963 il comunista Amendola definì «più un centro di discussioni, spesso anche accademiche, che un organo di lavoro e di lotta») fece sì che, nella pratica, ciascun partito decidesse in modo autonomo quali azioni intraprendere, sebbene il carattere unitario del CLN rimanesse formalmente impregiudicato; il ruolo più importante fu allora giocato dal PCI, che, nei nove mesi di occupazione tedesca, poté contare, nella capitale, sull'apporto di circa tremila militanti (si consideri che il totale dei partigiani di ogni tendenza nella provincia di Roma, inclusi i comunisti, fu poi riconosciuto in seimiladuecento).
In generale, quella dei partigiani a Roma durante l'occupazione tedesca fu la lotta di «un'eroica minoranza», che non riuscì a coinvolgere attivamente la grande massa della popolazione; la maggioranza dei romani condivise infatti un atteggiamento di tipo attendista e fu poco propensa alla resistenza attiva contro i nazifascisti, pur desiderando una rapida fine della guerra.
L'esponente comunista Giorgio Amendola ha così rievocato l'atteggiamento generale della popolazione romana nei confronti dei partigiani:
(Giorgio Amendola)
I Gruppi di Azione Patriottica (GAP) erano formati principalmente da uomini del Partito Comunista Italiano che li impiegava in piena autonomia dal CLN. Organizzati in una efficiente struttura militare clandestina, che suddivideva la città in otto settori ciascuno dei quali affidato a un GAP, queste formazioni continuarono la guerra parallela allo sforzo alleato intensificando le proprie attività per attaccare militarmente l'occupante. I due comandanti dei GAP centrali, dai quali dipendeva la rete clandestina, Franco Calamandrei "Cola" e Carlo Salinari "Spartaco", ebbero un ruolo decisivo nella preparazione dell'attacco che si decise di condurre a via Rasella contro un numeroso reparto tedesco.
Gli altri partiti, fra quelli del CLN che optarono per la resistenza armata, non riuscirono a sviluppare azioni altrettanto numerose: il Partito d'Azione realizzò un attentato dinamitardo contro una caserma della Milizia il 20 settembre 1943, ma in seguito si dedicò in prevalenza ad azioni di sabotaggio; il PSI realizzò svariati sabotaggi e attentati individuali soprattutto in alcuni quartieri periferici; tra le formazioni della Resistenza romana che operarono al di fuori del CLN la più notevole fu il gruppo Bandiera Rossa (di Antonino Poce, Celestino Avico, Giordano Amidani, Ezio Malatesta, Gabriele Pappalardo, Raffaele De Luca, Felice Chilanti, Filiberto Sbardella): fra le sue numerose azioni si può menzionare l'assalto al Forte Tiburtino del 22 ottobre 1943, che si concluse con l'arresto di ventidue militanti, di cui dieci furono fucilati il giorno successivo.
Secondo una testimonianza di Orfeo Mucci, vi era una sorta di tacito accordo fra i GAP e i partigiani di Bandiera Rossa, in base al quale i primi agivano principalmente nel centro della città, mentre i secondi combattevano perlopiù in periferia e nelle borgate.
In collegamento diretto con il legittimo governo italiano vi era il Fronte militare clandestino fondato dal colonnello Cordero di Montezemolo, e dopo la sua fucilazione alle Ardeatine, comandato dai generali Armellini e Bencivenga. Il generale in congedo Filippo Caruso costituì il Fronte clandestino di resistenza dei carabinieri, con un nucleo informativo guidato dal colonnello Ugo Luca. L'ammiraglio Francesco Maugeri, già capo del servizio segreto della Regia Marina (Servizio informazioni segrete o SIS), creò con risorse di quest'ultimo un Servizio informazioni clandestino, operando nella raccolta di notizie a carattere militare a favore degli Alleati.
Il 22 gennaio 1944, in concomitanza con lo sbarco di Anzio, il comando alleato diffuse il seguente appello rivolto ai partigiani:
A seguito dello sbarco di Anzio l'occupazione tedesca di Roma si fece viepiù dura e la repressione si intensificò; aumentarono le condanne a morte e le fucilazioni, mentre si fecero sempre più frequenti i rastrellamenti contro la popolazione civile finalizzati a prelevare uomini per il servizio di lavoro obbligatorio; circa duemila uomini vennero catturati il 31 gennaio 1944 in un vasto rastrellamento nel centro della città; la razzia, e la deportazione nei campi di sterminio, di più di mille ebrei del Ghetto aveva già avuto luogo il 16 ottobre 1943.
Occorre aggiungere che i tedeschi erano esasperati dall'atteggiamento non collaborativo da parte della popolazione civile romana, la cui resistenza passiva si manifestava anche dando ricetto e nascondiglio alle persone a rischio di deportazione: uomini in età da lavoro, soldati sbandati, prigionieri di guerra in fuga.

### Il rastrellamento al Portico di Ottavia

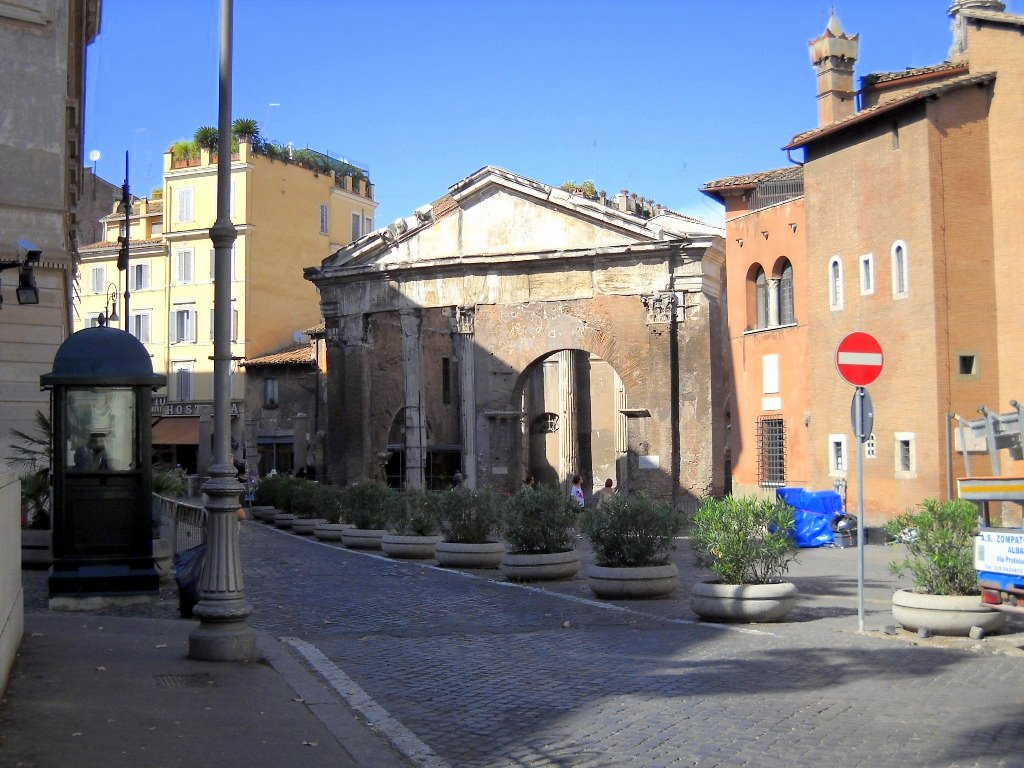
L'ingresso al portico di Ottavia

Allo scopo di evitare ogni ostacolo da parte dei militari dell'Arma in vista dl rastrellamento del ghetto, il 6 ottobre 1943 il Ministro Rodolfo Graziani ordinò il disarmo di tutti i carabinieri in servizio nella capitale (circa quattromila uomini); il giorno dopo, una cifra stimata tra i millecinquecento e i duemilacinquecento militari dell'Arma furono deportati in Germania, la rimanente parte datasi alla macchia e confluita anche nelle file del Fronte Militare Clandestino dei Carabinieri (FMCC, detto anche Fronte clandestino di resistenza dei carabinieri) organizzato dal generale Filippo Caruso (Deportazione dei carabinieri romani). Il 16 ottobre 1943, principalmente in via del Portico d'Ottavia e nelle strade adiacenti ma anche in altre differenti zone della città di Roma le truppe tedesche della Gestapo effettuarono una retata di 1259 persone, di cui 363 uomini, 689 donne e 207 bambini appartenenti alla comunità ebraica. Dopo il rilascio di un certo numero di componenti di famiglie di sangue misto o stranieri, 1023 deportati furono avviati ad Auschwitz; soltanto 16 di loro sopravvissero allo sterminio (15 uomini e una donna). 2.091 fu il numero complessivo dei deportati ebrei negli otto mesi dell'occupazione tedesca.
Il tenente colonnello delle SS Herbert Kappler, comandante dell'SD e della Gestapo a Roma, riferì che «l'atteggiamento della popolazione italiana è stato inequivocabilmente di resistenza passiva. Mentre la polizia tedesca irrompeva in alcune case, tentativi di nascondere gli ebrei in appartamenti vicini sono stati osservati per tutto il tempo e in molti casi si crede con successo. La parte antisemita della popolazione non è comparsa durante l'azione, ma grandi masse, in episodi isolati, hanno addirittura tentato di trattenere singoli poliziotti lontano dagli ebrei». Il prof. Giovanni Borromeo, priore dell'Ospedale San Giovanni Calibita all'Isola Tiberina, ricoverò oltre un centinaio di ebrei romani per una malattia inventata di sana pianta, chiamata Morbo di K (Sindrome di Kesselring), riuscendo a salvar loro la vita.
Non mancarono forme di resistenza passiva da parte del clero, con l'accoglimento clandestino nei conventi, scuole e altre strutture religiose cristiane di 4.447 ebrei censiti. Il Collegio San Giuseppe - Istituto De Merode, secondo la testimonianza di Dennis Walters, diede rifugio a una quarantina di persone tra ebrei perseguitati, ufficiali antifascisti, e monarchici. Numerosissime analoghe forme di accoglimento della popolazione ebraica furono effettuate da parte di comuni cittadini.

Nel 1943 Sandro Pertini, futuro Presidente della Repubblica

### La liberazione di Pertini e Saragat
Una delle azioni più eclatanti della Resistenza romana avvenne il 25 gennaio 1944.
Nell'ottobre del 1943 i due dirigenti socialisti Sandro Pertini e Giuseppe Saragat erano stati catturati dalle SS e condannati a morte per la loro attività partigiana.
Tuttavia la sentenza non venne eseguita grazie all'azione delle formazioni socialiste che permise loro la fuga durante la detenzione nel carcere di Regina Coeli. L'azione, dai connotati rocamboleschi, fu organizzata da Giuliano Vassalli (che aveva lavorato come avvocato presso il tribunale militare italiano, trafugando timbri e carte intestate), con l'aiuto di altri partigiani socialisti delle Brigate Matteotti, tra cui Francesco Malfatti di Monte Tretto, Giuseppe Gracceva, Massimo Severo Giannini, Filippo Lupis, Ugo Gala e il medico del carcere Alfredo Monaco.
Si riuscì così prima a far passare Saragat e Pertini dal "braccio" tedesco del carcere a quello italiano e quindi a produrre degli ordini di scarcerazione falsi, redatti dallo stesso Vassalli, per la loro liberazione (a conferma dell'ordine arrivò anche una falsa telefonata dalla questura, fatta da Marcella Ficca, moglie di Alfredo Monaco). I due furono dunque scarcerati insieme a Luigi Andreoni, anziano padre dell'altro vice-segretario del PSIUP Carlo Andreoni (poi leader di un'altra formazione socialista rivoluzionaria denominata "Unione Spartaco") e a quattro ufficiali del Fronte Militare Clandestino, prelevati da partigiani travestiti da militari.

### Via Rasella e Fosse Ardeatine

Scena del film Roma città aperta: l'uccisione della popolana Pina (Teresa Gullace), interpretata da Anna Magnani

Il più sanguinoso attacco alle truppe tedesche di occupazione avvenne il 23 marzo 1944, da parte dei Gruppi di azione patriottica al comando di Carlo Salinari (Spartaco) e Franco Calamandrei (Cola) in via Rasella, durante il transito di una compagnia del III battaglione del Polizeiregiment "Bozen", la polizia tedesca, composta da 156 uomini. All'azione, iniziata con lo scoppio di una bomba al tritolo deposta da Rosario Bentivegna, parteciparono altri undici gappisti, che effettuarono anche un fuoco di copertura con bombe da mortaio brixia.
L'attentato provocò la morte immediata di trentadue poliziotti e il ferimento di altri cinquantasei (uno dei quali sarebbe morto in ospedale il giorno seguente). I gappisti non subirono perdite; nell'esplosione rimasero uccisi anche due civili (tra cui il dodicenne Piero Zuccheretti); altri civili morirono uccisi dal fuoco di reazione tedesco. 
Per rappresaglia, il giorno successivo, senza nessun preavviso i tedeschi trucidarono 335 prigionieri o rastrellati italiani, in maggioranza civili, tra cui circa 75 ebrei, nell'eccidio delle Fosse Ardeatine.

### La liberazione della città

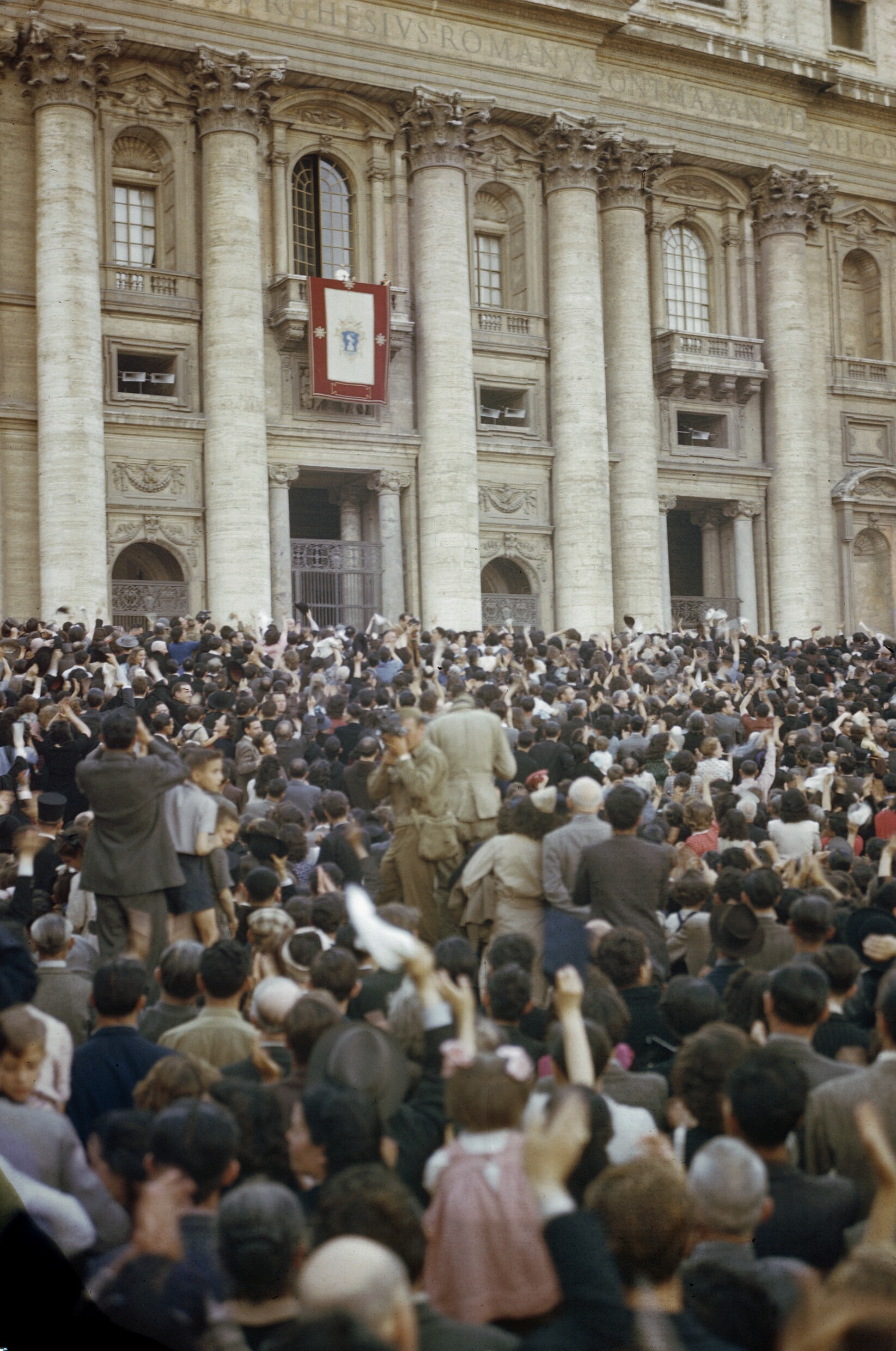
Folla assiepata in Piazza San Pietro per ascoltare Pio XII dopo l'arrivo degli Alleati, 5 giugno 1944

Il 5 giugno 1944 gli Alleati entrarono a Roma dichiarata "città aperta", ed evacuata dai tedeschi senza alcuna distruzione e con i suoi ponti intatti, con le due armate del feldmaresciallo Kesselring che ripiegarono con ordine a nord di Roma. Le prime truppe alleate ad arrivare in città furono, il 4 giugno, quelle della 5ª Armata statunitense, proveniente dal settore tirrenico.
Il 4 giugno le truppe tedesche, durante la loro ritirata lungo la via Cassia, nei pressi della località La Storta, assassinarono, con un colpo di pistola alla testa, 14 tra politici e partigiani, già prigionieri del carcere di Via Tasso, tra cui il sindacalista socialista Bruno Buozzi.
L'operazione Diadem, che portò alla liberazione di Roma, era costata 18.000 perdite agli americani, 14.000 agli inglesi e 11.000 ai tedeschi.
Il generale Roberto Bencivenga, comandante del Fronte militare clandestino, rifugiato con altri membri del CLN in Vaticano durante l'occupazione tedesca, venne incaricato dal CLN come comandante militare e civile di Roma, in attesa che Umberto quale nuovo Luogotenente del regno, si insediasse al Quirinale. Umberto, su proposta del CLN, affidò il 9 giugno l'incarico di formare il nuovo governo a Ivanoe Bonomi.

### Numero delle vittime
Oltre ai 1.581 carabinieri arrestati e deportati (secondo la memoria difensiva del generale Delfini: 28 ufficiali, 342 sottufficiali, 561 carabinieri e 650 allievi), ai 1.023 ebrei deportati al Portico d'Ottavia e alle 335 vittime delle Fosse Ardeatine, la città contò, durante l'occupazione tedesca, almeno 683 deportati nel rastrellamento del Quadraro, 66 patrioti fucilati a Forte Bravetta, dieci fucilati a Pietralata, dieci donne uccise presso il Ponte dell'Industria per aver assaltato un forno e quattordici ex-detenuti a Via Tasso, massacrati a La Storta, proprio il giorno della Liberazione (4 giugno 1944).

## Nel cinema
Icona cinematografica del presente periodo storico è, nel 1945, il film Roma città aperta, di Roberto Rossellini, che narra in forma romanzata le vicende dell'uccisione di Teresa Gullace e della fucilazione di Don Giuseppe Morosini, interpretati, rispettivamente, da Anna Magnani e Aldo Fabrizi. Segue Dieci italiani per un tedesco (Via Rasella), regia di Filippo Walter Ratti, del 1962, con Gino Cervi.
Rappresaglia, film del 1973 diretto da George Pan Cosmatos con Richard Burton e Marcello Mastroianni, narra, con qualche incongruenza storica, dell'attentato di via Rasella e del conseguente eccidio delle Ardeatine.
Più di recente un altro film, A luci spente, di Maurizio Ponzi ha narrato quel periodo, con il particolare punto di vista del mondo del cinema durante l'occupazione.